# Ярковский сельский совет
Ярковский сельский совет (укр. Ярківська сільська рада, крымскотат. Biy Suv Küyçe köy şurası) — согласно законодательству Украины — административно-территориальная единица в Джанкойском районе Автономной Республики Крым, расположенная в юго-западной части района, в степной зоне полуострова. Население по переписи 2001 года — 2249 человек.
К 2014 году сельсовет состоял из 2 сёл:
- Яркое
- Ястребцы

## История
Ярковский сельсовет образован в 1975 году путём выделения из Роскошненского сельсовета. На 1977 год в совете числились населённые пункты:
- Зерновое
- Крымка
- Роскошное
- Яркое
- Ястребцы

16 сентября 1986 года село Крымка выделено в Крымковский сельский совет. С 12 февраля 1991 года сельсовет в восстановленной Крымской АССР, 26 февраля 1992 года переименованной в Автономную Республику Крым, в том же году воссоздан Роскошненский с сёлами Роскошное и Зерновое. С 21 марта 2014 года — аннексирован Россией. Законом «Об установлении границ муниципальных образований и статусе муниципальных образований в Республике Крым» от 4 июня 2014 года территория административной единицы была объявлена муниципальным образованием со статусом сельского поселения.